# Kayli Carter
Pour les articles homonymes, voir Carter.
Kayli Carter est une actrice américaine.

## Biographie
Carter est diplômée du Savannah College of Art and Design,. Originaire d'Oviedo en Floride, elle a joué son premier rôle au théâtre dans la pièce de Mark Rylance, Nice Fish, à la St. Ann's Warehouse de Brooklyn (New York) puis à l'American Repertory Theater de Cambridge (Massachusetts).

## Filmographie
- 2015 : The Weekend Detectives, série télévisée : fêtarde (1 épisode)
- 2015 : Z : Là où tout commence (Z: The Beginning of Everything), série télévisée : Belle
- 2017 : Le Cercle : Rings (Rings) : Evelyn
- 2017 : Godless, série télévisée : Sadie Rose
- 2018 : Private Life : Sadie
- 2018 : Charlie Says : Squeaky Fromme
- 2019 : Bad Education de Cory Finley (en)
- 2020 : Mrs. America : Pamela
- 2020 : L'Un des nôtres (Let Him Go) de Thomas Bezucha : Lorna
- 2024 : Un parfait inconnu (A Complete Unknown) de James Mangold